# Vulmont
Vulmont è un comune francese di 42 abitanti situato nel dipartimento della Mosella nella regione del Grand Est.
In nel piccolo villaggio vi si trova una cappella romanica dell'XI secolo.
Durante gli anni 1915-18 prese il nome di "Wulberg" e nel periodo 1940-44 "Walburg".

## Società

### Evoluzione demografica
Abitanti censiti